# Open Angers Arena Loire 2023 - Doppio
Il doppio femminile del torneo di tennis professionistico Open Angers Arena Loire 2023, facente parte della categoria WTA 125 nell'ambito del WTA 125 2023, si gioca dal 4 al 10 dicembre 2023 ad Angers, in Francia. Alycia Parks e Zhang Shuai erano le campionesse in carica, ma hanno deciso di non prendere parte a questa edizione del torneo.
In finale Cristina Bucșa e Monica Niculescu hanno sconfitto Anna Danilina e Aleksandra Panova con il punteggio di 6-1, 6-3.

## Teste di serie
1. Cristina Bucșa /  Monica Niculescu (Campionesse)

1. Anna Danilina /  Aleksandra Panova (finale)

## Alternate
1. McCartney Kessler /  Alana Smith (quarti di finale)

## Tabellone

### Legenda
| - Q = Qualificato - WC = Wild card - LL = Lucky loser | - ALT = Alternate - SE = Special Exempt - PR = Protected Ranking | - w/o = Walkover - r = Ritirato - d = Squalificato |

|  | Quarti di finale | Quarti di finale         | Quarti di finale         | Quarti di finale | Quarti di finale |  |  | Semifinali | Semifinali               | Semifinali               | Semifinali                      | Semifinali                      |   |   | Finale | Finale                          | Finale                          | Finale | Finale |  |
|  |                  |                          |                          |                  |                  |  |  |            |                          |                          |                                 |                                 |   |   |        |                                 |                                 |        |        |  |
|  | 1                | C Bucșa M Niculescu      | C Bucșa M Niculescu      | 6                | 6                |  |  |            |                          |                          |                                 |                                 |   |   |        |                                 |                                 |        |        |  |
|  |                  | O Kalašnikova M Lumsden  | O Kalašnikova M Lumsden  | 4                | 1                |  |  | 1          | C Bucșa M Niculescu      | C Bucșa M Niculescu      | 6                               | 6                               |   |   |        |                                 |                                 |        |        |  |
|  |                  | N Dzalamidze A Moratelli | N Dzalamidze A Moratelli | 6                | 7                |  |  |            | N Dzalamidze A Moratelli | N Dzalamidze A Moratelli | 3                               | 2                               |   |   |        |                                 |                                 |        |        |  |
|  |                  | S Bandecchi G Knutson    | S Bandecchi G Knutson    | 3                | 5                |  |  |            |                          |                          |                                 |                                 |   |   | 1      | Cristina Bucșa Monica Niculescu | Cristina Bucșa Monica Niculescu | 6      | 6      |  |
|  |                  | B Schoofs K Zimmermann   | 2                        | 6                | [10]             |  |  |            |                          | 2                        | Anna Danilina Aleksandra Panova | Anna Danilina Aleksandra Panova | 1 | 3 |        |                                 |                                 |        |        |  |
|  |                  | E Jacquemot R Șerban     | 6                        | 3                | [4]              |  |  |            | B Schoofs K Zimmermann   | B Schoofs K Zimmermann   | 67                              | 2                               |   |   |        |                                 |                                 |        |        |  |
|  | Alt              | M Kessler A Smith        | 3                        | 6                | [6]              |  |  | 2          | A Danilina A Panova      | A Danilina A Panova      | 7                               | 6                               |   |   |        |                                 |                                 |        |        |  |
|  | 2                | A Danilina A Panova      | 6                        | 2                | [10]             |  |  |            |                          |                          |                                 |                                 |   |   |        |                                 |                                 |        |        |  |